# Michele Amadei
Michele Amadei (Roma, 1839 – Roma, 4 luglio 1906) è stato un politico, sindacalista e giornalista italiano.
Presente in parlamento per otto legislature, collaborò con molti giornali dell'epoca.
Il nipote Amadeo Bordiga, figlio di Zaira Amadei, fu il primo segretario del Partito Comunista d'Italia.

## Biografia
Figlio di una famiglia patrizia di Roma, Michele Amadei aderì fin da giovane alle idee liberali.
Nel 1859 organizzò il passaggio verso il Norditalia dei volontari dello Stato romano e lui stesso fu costretto ad andare in esilio a Prato, dove conobbe Piero Cironi.
Nel 1866 fu al fianco di Giuseppe Garibaldi, combattendo la battaglia di Condino del 16 luglio e la battaglia di Bezzecca del 21 luglio.
Ritornato a Prato dopo la campagna garibaldina, nel 1868 fondò con Giuseppe Mazzoni il giornale liberale L'Eco del Bisenzio e fu consigliere comunale per tre legislature.
Dopo la breccia di Porta Pia del 20 settembre 1870, Amadei tornò a Roma, dove continuò la propria carriera politica.
Nel 1874 fu eletto deputato nel collegio di Poggio Mirteto con 361 voti, battendo il suo avversario Domenico Duranti Valentini. 
Dal 1875 fece parte del consiglio comunale, membro della Giunta statistica municipale e della Congregazione di carità. Nello stesso anno sostenne i movimenti di parte democratica e promosse il riconoscimento ufficiale dei garibaldini.
Nel 1879 fu nominato segretario generale per l'agricoltura, industria e commercio, occupandosi della grave epidemia di fillossera che infestò i vigneti della Lombardia.
Nel 1882 Amadei fu eletto nel secondo collegio di Perugia, in cui era confluito quello di Poggio Mirteto, e favorì l'erogazione di contributi finanziari per la capitale d'Italia.
Condivise le idee di Francesco Crispi e dal 1889 al 1891 fu nominato sottosegretario al ministero dell'agricoltura, industria e commercio, guidato da Luigi Miceli.
Morì a Roma all'età di 67 anni.